# Pristimantis dorado
Pristimantis dorado es una especie de ranas nativa de los bosques de Cundinamarca, Colombia. El primer espécimen fue encontrado croando en arbustos en una carretera de un bosque nublado cerca del parque natural Nacional Chingaza a 2650 m, en 2016.
La rana mide menos de 2 cm de largo y se puede distinguir de las especies estrechamente relacionadas por su iris dorado metálico con una raya marrón horizontal.